# 斯捷潘尼夫卡 (維什霍羅德區)
51°3′53″N 30°2′41″E / 51.06472°N 30.04472°E
斯捷潘尼夫卡（烏克蘭語：Степанівка）是位於烏克蘭北部的村莊，由基辅州维什霍罗德区的伊萬基夫市鎮負責管轄。該村面積0.3平方公里，海拔高度118米，2001年人口18，人口密度每平方公里73.3人。